# Ficus archboldiana
Ficus archboldiana är en mullbärsväxtart som beskrevs av Summerhayes. Ficus archboldiana ingår i släktet fikonsläktet, och familjen mullbärsväxter. Inga underarter finns listade i Catalogue of Life.